# Vineri 13: Capitolul final
Vineri 13: Capitolul final este un film din 1984 regizat de Joseph Zito, al patrulea din seria de filme de groază slasher Vineri 13. A avut un buget de 2,6 milioane $ și încasări de 33 de milioane $.

## Context
Jason Voorhees este personajul principal din serialul de vineri al 13-lea. A apărut pentru prima dată vineri, 13 octombrie 1980, ca tânăr fiu al doamnei Voorhees, care a fost portretizat de Ari Lehman. Creat de Victor Miller, cu contribuțiile lui Ron Kurz, Sean S. Cunningham și Tom Savini, Jason nu intenționa inițial să poarte seria ca principal antagonist. Personajul a fost ulterior reprezentat în diverse alte media, printre care romane, jocuri video, cărți de benzi desenate și un film încrucișat, cu un alt personaj de film de groază, Freddy Krueger.
Personajul a fost în primul rând un antagonist în filme, fie prin urmărirea și uciderea celorlalte personaje, fie acționând ca o amenințare psihologică pentru protagonist, așa cum este cazul Vineri 13: Un început nou. De la portretul lui Lehman, personajul a fost reprezentat de numeroși actori și cascadori, câteodată de mai multe ori; acest lucru a provocat unele controverse cu privire la cine ar trebui să primească credit pentru portret. Kane Hodder este cel mai cunoscut dintre cascadorii care îl interpretează pe Jason Voorhees, jucând personajul în patru filme consecutive.
Aspectul fizic al personajului a trecut prin numeroase transformări, cu diverse artiști speciali de machiaj care își fac amprenta asupra designului personajului, inclusiv artistului de machiaj Stan Winston. Designul inițial al lui Tom Savini a stat la baza multor încarnări ulterioare. Masca de portari de hochei marcată nu a apărut până vineri, 13 a treia parte. De vineri, al 13-lea Parte VI: Jason Lives, regizorii au dat puterea lui Jason supraumană, puteri regenerative și aproape invulnerabilitate. El a fost văzut ca un personaj simpatic, a cărui motivație de ucidere a fost citată ca fiind condusă de acțiunile imorale ale victimelor sale și de furia sa asupra faptului că s-au înecat drept copil. Jason Voorhees a fost prezentat în diverse reviste de umor, referindu-se la filme de lung metraj, parodiat în seriile de televiziune, și a fost inspirația pentru o bandă de punk de groază. Mai multe linii de jucărie au fost lansate pe baza diferitelor versiuni ale personajului de la filmele de vineri, 13. Masca de hochei a lui Jason Voorhees este o imagine larg recunoscută în cultura populară.

## Distribuție
- Corey Feldman - Tommy Jarvis
- Kimberly Beck - Trish Jarvis
- E. Erich Anderson - Rob Dier
- Barbara Howard - Sara
- Joan Freeman - Tracy Jarvis
- Peter Barton - Doug
- Crispin Glover - Jimmy
- Judie Aronson - Samantha
- Camilla and Carey More - Tina and Terri
- Lawrence Monoson - Ted
- Alan Hayes - Paul
- Bruce Mahler - Axel
- Lisa Freeman - Nurse Robbie Morgan
- Bonnie Hellman - Hitchhiker
- Ted White - Jason Voorhees (nemenționat)